# Сложно присвояване
Сложното присвояване е оператор в повечето компютърни езици за програмиране(например C, C++ и други).
При сложното присвояване променливата приема някаква стойност, след като бъде извършена операция със стойността. Типичен пример, който се среща в почти всяка компютърна програма е:
x = x + 1
Този израз може да бъде заместен от оператор за сложно присвояване:
x += 1
Езикът C++ има = като присвояващ оператор, който може да се използва в следните сложни форми
| Оператор | Описание                    |
| -------- | --------------------------- |
| +=       | Прибавяне                   |
| -=       | Изваждане                   |
| *=       | Умножение                   |
| /=       | Деление                     |
| %=       | Modulus                     |
| <<=      | Побитово изместване наляво  |
| >>=      | Побитово изместване надясно |
| &=       | Побитов оператор И          |
| ^=       | Побитово изключващо ИЛИ     |
| \|=      | Побитов оператор ИЛИ        |